# Motocicleta Sport touring

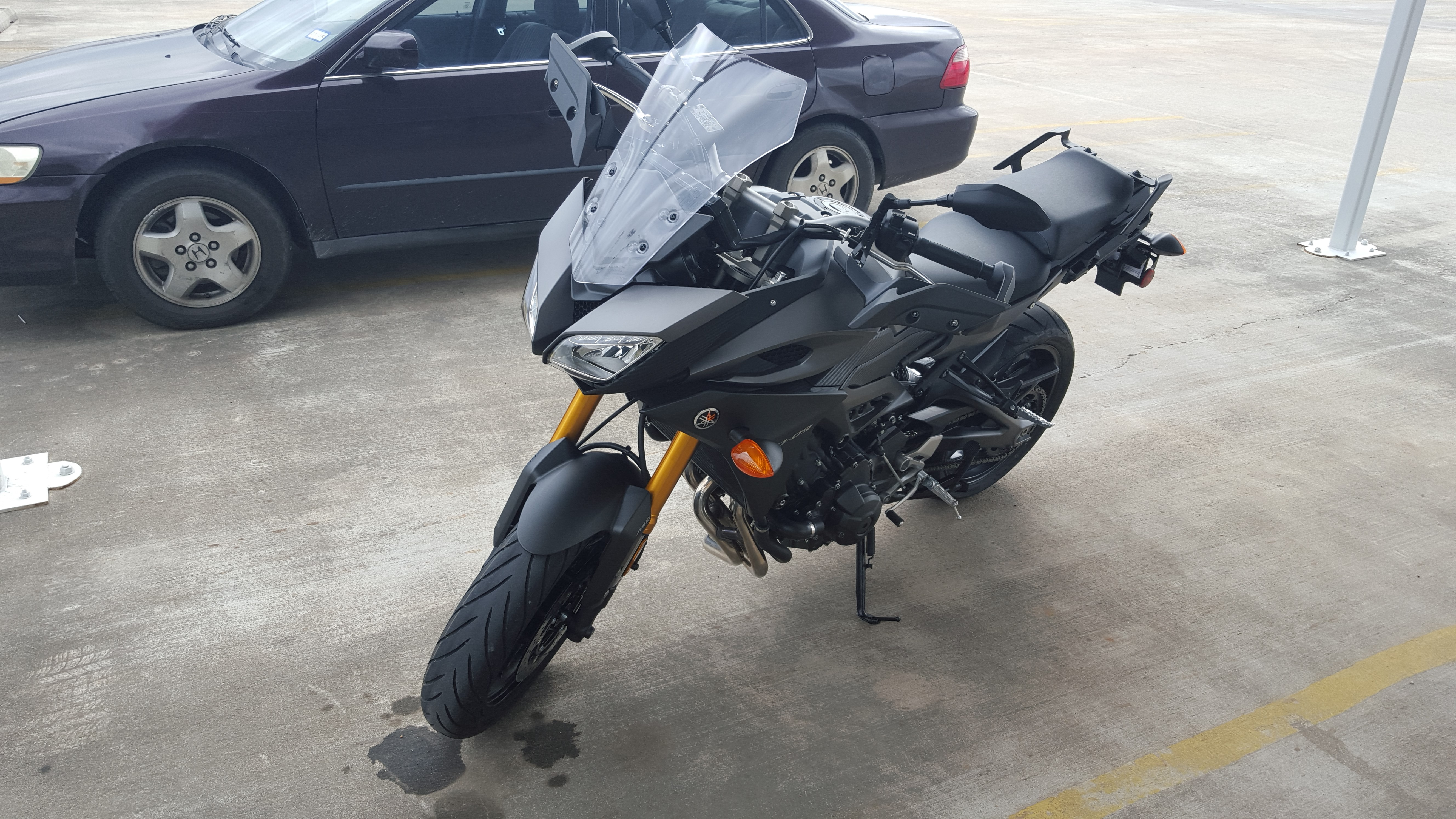
Yamaha MT-09 Tracer

Las motos Sport Touring (Deportiva y Turismo en español) son un derivado directo del touring y mezclan los siguientes aspectos: comodidad, seguridad, capacidad para larga distancia y velocidad.
De una manera más simple, se podría decir que son una mezcla entre una moto sport o de velocidad y una de turismo, porque ésta incluye lo mejor de ambas: la velocidad y la estabilidad de una moto sport o de velocidad, junto a la comodidad y a la seguridad de una moto de touring.
Son motos diseñadas para viajes largos a una velocidad normal o elevada, en las cuales se puede viajar cómodamente, pudiendo realizar un tipo de conducción similar a la sport.
Estas motos, por lo general, traen por equipamiento maletas, asientos calefaccionados y regulables, puños calefaccionados y parabrisas regulables.
A veces, la mayoría de estos accesorios son opcionales, con el fin de bajar los costos de estas motocicletas.
Existen diferentes marcas en el mundo del Sport-touring, desde japonesas, estadounidenses e incluso europeas, cada una con diferentes tipos de componentes y costos para satisfacer a quienes disfruten de esta modalidad.

## Modelos
- Yamaha MT-09 Tracer
- Kawasaki Versys
- Suzuki V-Strom
- Suzuki GSXF
- Suzuki GSX-S GT
- Ducati Multistrada
- Honda NC700X
- BMW S1000 XR
- BMW R1200RS
- MV Agusta Turismo Veloce